# Bookends
Albums de Simon and Garfunkel
The Graduate
(1968) Bridge over Troubled Water
(1970)
Singles
1. A Hazy Shade of Winter
Sortie : novembre 1966
2. At the Zoo
Sortie : mars 1967
3. Fakin' It
Sortie : août 1967
4. Mrs. Robinson
Sortie : avril 1968

Bookends est le quatrième album studio du duo américain de folk rock Simon & Garfunkel. Il est sorti en 1968 sur le label Columbia Records.
Enregistré par à-coups entre la fin de 1966 et le début de 1968, Bookends se compose pour moitié d'une suite de chansons évoquant le temps qui passe, de l'enfance à la vieillesse, et pour moitié de morceaux divers déjà sortis en single ou écrits pour la bande originale du film Le Lauréat.
À sa sortie, Bookends rencontre un grand succès et se classe no 1 des ventes aux États-Unis, comme le single Mrs. Robinson qui en est extrait. Il contribue à faire de Simon & Garfunkel l'un des groupes les plus populaires au monde, porte-paroles de la contre-culture au même niveau que les Beatles ou Bob Dylan. Il reste considéré comme l'un des meilleurs disques du duo.

## Histoire

### Contexte

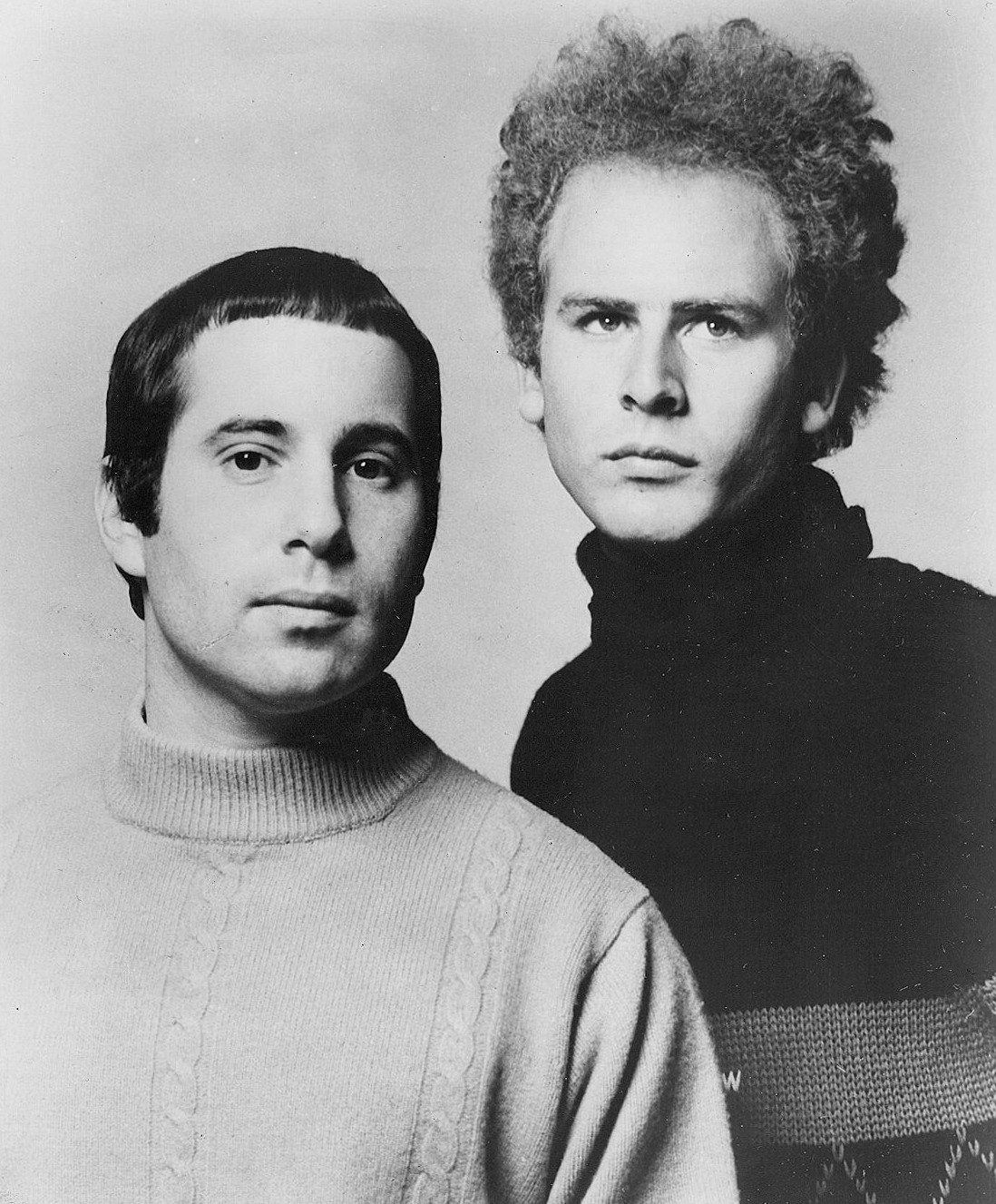
Simon & Garfunkel en 1968.

Simon & Garfunkel deviennent célèbres aux États-Unis à la fin de l'année 1965, lorsque leur single The Sound of Silence se classe en tête du hit-parade américain. Le duo, qui s'était séparé après l'échec de son album de 1964 Wednesday Morning, 3 A.M., se reforme pour publier deux 33 tours en 1966, Sounds of Silence et Parsley, Sage, Rosemary and Thyme, qui rencontrent un franc succès commercial et critique. Paul Simon, alors âgé de 25 ans, est satisfait d'avoir réussi à préserver son intégrité artistique et à rester « plus proche dans l'esprit de Bob Dylan que de quelqu'un comme Bobby Darin » selon l'expression de son biographe Marc Eliot.
Pendant les séances de Parsley, Sage, Rosemary and Thyme, Simon et Garfunkel enregistrent A Hazy Shade of Winter et décident d'en faire un single. Elle sort en novembre 1966 et se classe no 13 des ventes. Un autre 45 tours, At the Zoo, est édité en mars 1967 et fait légèrement moins bien au hit-parade en n'atteignant que la 16e place. C'est vers la même période que Simon commence à travailler sur Bookends, expliquant à un journaliste de High Fidelity que les singles ne l'intéressent plus. Il souffre du syndrome de la page blanche, si bien qu'aucun album de Simon & Garfunkel ne sort en 1967. À une époque où les artistes établis publient deux, voire trois albums par an, ce silence inquiète les cadres de Columbia Records, la maison de disques du duo. Pour faire bouger les choses, le président de Columbia, Clive Davis, décide de faire appel à un jeune producteur, John Simon (en).
Au même moment, le réalisateur Mike Nichols, en plein tournage du Lauréat, est obsédé par la musique de Simon & Garfunkel et écoute en boucle leurs albums. Il entre en contact avec Clive Davis pour lui demander d'utiliser des chansons du duo dans son long métrage. Séduit par la perspective de publier un disque à succès reprenant la bande originale du film, Davis accepte. De son côté, Simon hésite, craignant de compromettre son intégrité, mais il est séduit par l'intelligence de Nichols et par le scénario de son film et accepte d'écrire une ou deux nouvelles chansons. Des trois morceaux qu'il soumet à Nichols et au producteur Lawrence Turman, ni Punky's Dilemma (en), ni Overs (en) ne plaisent beaucoup au réalisateur. En revanche, il adore la troisième, qui n'est pas encore tout à fait achevée : c'est la future Mrs. Robinson.

### Enregistrement

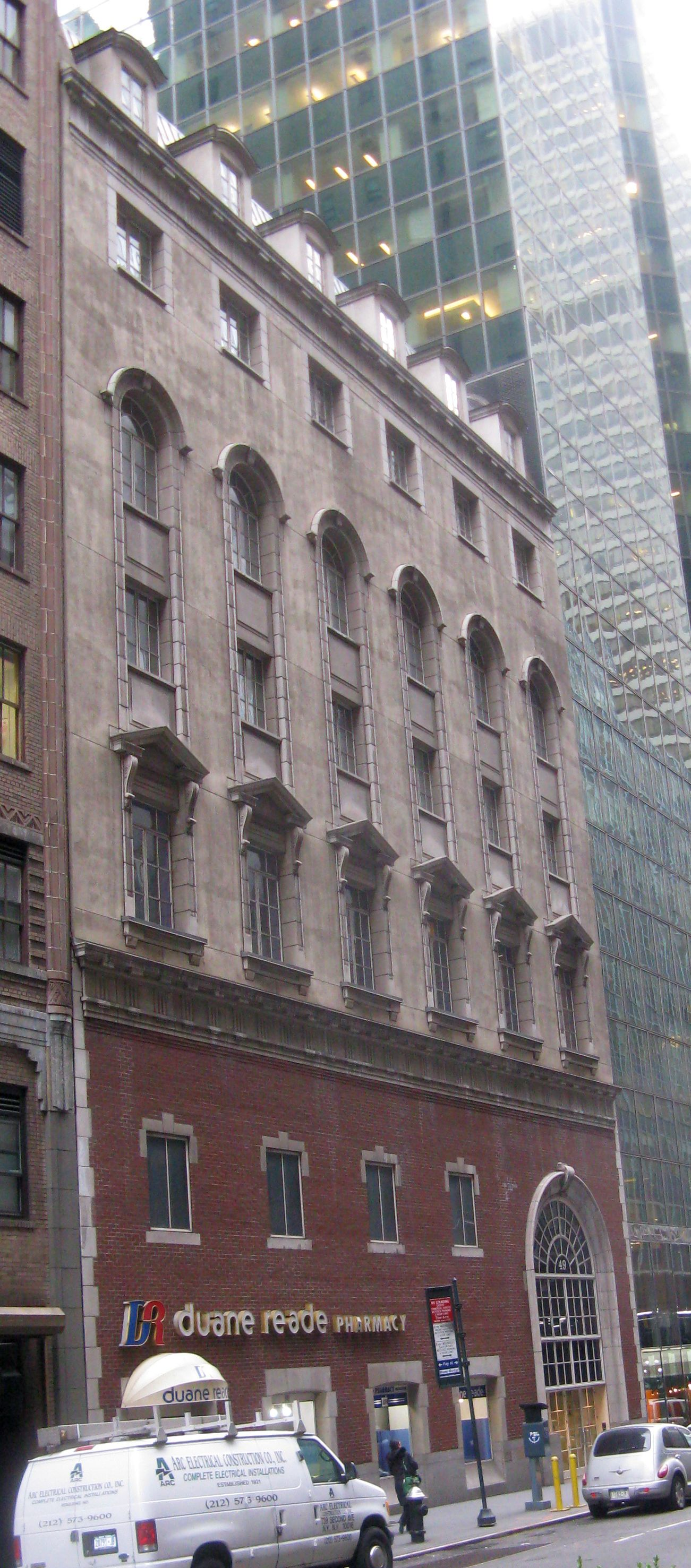
Bookends est enregistré au studio Columbia B, situé dans le CBS Studio Building à Manhattan.

L'enregistrement des douze chansons qui constituent l'album Bookends prend place de manière intermittente entre septembre 1966 et février 1968. John Simon collabore pour la première fois avec Simon et Garfunkel en juin 1967 pour la chanson Fakin' It. Profitant d'une clause de leur contrat qui indique que le coût des séances est entièrement assuré par la maison de disques, le duo a recours à de nombreux musiciens : altistes, joueurs de cuivres et de percussions. Fascinés par le son des altos en train d'être accordés, ils passent presque une nuit entière à essayer de le reproduire, aux frais de Columbia.
Les séances sont marquées par le perfectionnisme dont font preuve Simon et Garfunkel. Il leur faut plus de cinquante heures pour parvenir à une version qu'ils jugent acceptable de Punky's Dilemma, après avoir réenregistré encore et encore leurs parties de chant. Simon se montre particulièrement attentif à sa performance vocale et les harmonies vocales qui caractérisaient les chansons du duo jusqu'alors laissent peu à peu place à des interprétations en solo. Une période de travail plus intense démarre dans les derniers mois de 1967.
La collaboration de John Simon avec le duo aboutit aux chansons Save the Life of My Child (en), Overs, Fakin' It et Punky's Dilemma, mais il quitte Columbia au début de l'année 1968. Avec l'aide de l'ingénieur du son Roy Halee (en), Simon et Garfunkel produisent eux-mêmes le reste de l'album : ils enregistrent America le 1er février, la version finale de Mrs. Robinson le 2 février et Old Friends (en) / Bookends Theme (en) le 8 mars.

### Parution et accueil
Fakin' It est éditée en single pendant l'été de 1967 et rencontre un succès modéré au hit-parade, mais Simon et Garfunkel s'intéressent davantage aux statios de radio FM, qui ne se limitent pas aux singles et diffusent également des morceaux tirés des albums, contrairement aux radios AM. En janvier 1968, le duo participe à l'émission de radio Three for Tonight et interprète dix chansons, en majeure partie issues de leur prochain album. Le photographe Richard Avedon est embauché pour réaliser la pochette du disque, un portrait en noir et blanc des deux artistes.
Bookends est publié par Columbia Records le 3 avril 1968. Le lendemain, l'assassinat de Martin Luther King donne lieu à une série d'émeutes à travers les États-Unis et le critique Pete Fornatale estime que le disque de Simon & Garfunkel a pu servir d'« aliment-réconfort » à un pays bouleversé. Il fait rapidement son entrée dans le classement des meilleures ventes du magazine Billboard et en occupe la première place pendant sept semaines. Il bénéficie en outre de la publicité autour de la bande originale du Lauréat, sortie quelques semaines plus tôt, et se vend à plus de cinq millions d'exemplaires. Il se classe aussi en tête des ventes au Royaume-Uni.

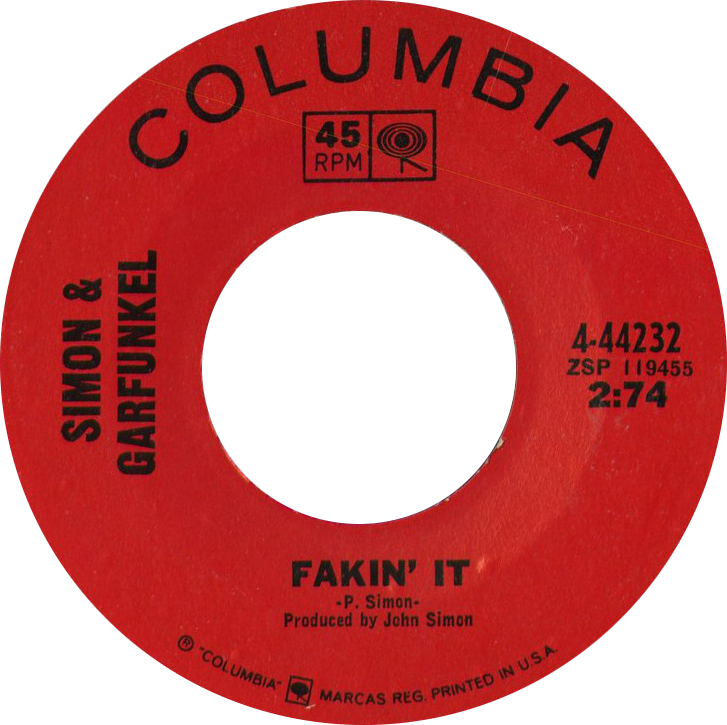
Le macaron du single Fakin' It indique une durée de « 2 minutes 74 » afin de contourner la limite arbitraire de 3 minutes imposée par les stations de radio FM.

La presse musicale réserve un accueil favorable à Bookends. Dans le magazine britannique New Musical Express, Allen Evans parle d'une « musique inspirante et descriptive », même s'il a parfois du mal à voir où Simon veut en venir. Dans sa critique pour Melody Maker, Chris Welch décrit Bookends comme « un album réfléchi, intelligent et bien produit » et note que les paroles « décrivent en partie l'Amérique d'aujourd'hui, ses maladies et ses tragédies ». De l'autre côté de l'Atlantique, Arthur Schmidt écrit dans Rolling Stone qu'il apprécie l'album, bien qu'il le trouve trop lisse et manufacturé.
Les critiques rétrospectives sont encore plus enthousiastes. Sur le site AllMusic, Thom Jurek donne la note maximale à Bookends et écrit : « En un peu plus de 29 minutes, Bookends offre une vision stupéfiante d'une Amérique égarée et en quête d'elle-même ». Stephen M. Deusner, de Pitchfork, estime que l'album marque le moment où Simon & Garfunkel « se trouvent eux-mêmes en abandonnant leur prétentions de revivalistes folk au profit d'astuces de production qui complémentent leurs voix angéliques. The A.V. Club le décrit comme « l'album le plus audacieux de Simon & Garfunkel, musicalement et conceptuellement ».

### Postérité
Le succès de Bookends et de la bande originale du Lauréat font de Simon & Garfunkel le duo de rock le plus demandé au monde. Plusieurs producteurs de cinéma entrent en contact avec Simon pour lui demander la permission d'utiliser ses chansons ou solliciter l'écriture de nouveaux morceaux, mais il rejette les demandes de Franco Zeffirelli pour François et le Chemin du soleil et de John Schlesinger pour Macadam Cowboy. Il décline aussi la proposition des producteurs de la pièce de théâtre Jimmy Shine et se retire rapidement d'un projet de messe avec Leonard Bernstein.
D'après le critique Pete Fornatale, Bookends représente « un moment unique de convergence des forces musicales, personnelles et sociétales qui place Simon & Garfunkel au cœur du zeitgeist des Sixties ». En 1990, Rolling Stone classe l'album à la 21e place de son classement des 25 meilleurs albums de rock des années 1960 et note qu'il résonne tout particulièrement avec les émotions des jeunes adultes de la fin de la décennie. « Je dirais que Bookends était notre première véritable œuvre d'art », déclare Simon dans un entretien en 1984.

## Caractéristiques artistiques
Les paroles des chansons de Bookends abordent des thèmes récurrents chez Paul Simon : « la jeunesse, l'aliénation, la vie, l'amour, la désillusion, les relations humaines, la vieillesse et la mort ». Avant même d'avoir commencé à les écrire, il annonce à Garfunkel qu'il compte produire un cycle de chansons pour occuper l'une des faces de l'album, les premières parlant de la jeunesse et les dernières, de la vieillesse. Sur le 33 tours original, ces chansons constituent la première face du disque, l'autre étant composée de morceaux divers, dont ceux ayant été rejetés pour la bande originale du Lauréat, avec un son plus rock. Fornatale estime que l'aspect conceptuel de Bookends est inspiré de Sgt. Pepper's Lonely Hearts Club Band des Beatles, sorti l'année précédente, mais sous une forme plus austère et mélancolique.
La première face du disque commence avec Bookends Theme (en), un bref morceau à la guitare acoustique qui évoque « le temps de l'innocence, ». Le contraste est fort avec la chanson suivante, Save the Life of My Child (en), qui présente des sons électroniques distordus (dont un fragment de The Sound of Silence au sein de la cacophonie finale) et un rythme brutal fondé sur une ligne de basse jouée par le producteur John Simon sur un synthétiseur Moog. Il bénéficie de l'aide de Robert Moog, l'inventeur de cet instrument. Les paroles, dramatiques, évoquent la tentative de suicide d'un homme, peut-être sous l'influence de la drogue, et la douleur de sa mère, d'un point de vue à la fois resserré sur le drame familial et conscient des forces sociales impliquées.
Un fondu enchaîné relie Save the Life of My Child et America, récit de voyage d'un jeune couple qui prend un autocar Greyhound entre Pittsburgh et le New Jersey Turnpike « à la recherche de l'Amérique ». Cette quête d'une Amérique apparemment disparue, avec sa beauté et ses idéaux, reflète l'expérience des jeunes gens à la recherche d'un sens à donner à leur vie,. Overs (en), qui évoque la fin d'une relation amoureuse ou d'un mariage, est d'un style plus jazz que folk, avec une plus grande variété d'accords et une forme moins rigide que les précédents morceaux du duo,.
Voices of Old People est un collage sonore issu d'enregistrements effectués par Art Garfunkel dans deux maisons de retraite : la United Home for Aged Hebrews de New Rochelle, dans l'État de New York, et la California Home for the Aged de Reseda, à Los Angeles,. Des personnes âgées y évoquent leurs conditions de vie, leurs problèmes de santé et leurs photographies les plus chères. La vieillesse est également le thème de Old Friends (en), chanson mettant en scène deux personnes âgées, « assises sur leur banc comme des serre-livres », qui se remémorent leur jeunesse et s'étonnent d'être presque à la fin de leurs vies,. L'instrumentation, d'abord limitée à la guitare acoustique, s'enrichit à mi-chanson d'un arrangement orchestral de Jimmie Haskell dominé par les cordes et le xylophone. Les cuivres et les autres instruments sont introduits lorsque Simon et Garfunkel arrêtent de chanter et montent jusqu'à une note élevée jouée par les cordes qui sert d'enchaînement avec le dernier morceau de la première face, une reprise du Bookends Theme. Cette deuxième version inclut des paroles résignées : « Prends soin de tes souvenirs, c'est tout ce qu'il te reste. »
La première chanson de la deuxième face, Fakin' It, est une rumination au tempo funky dont le narrateur exprime ses doutes et ses insécurités. Cette chanson reflète peut-être les sentiments de Simon vis-à-vis de Garfunkel. Elle est suivie de Punky's Dilemma (en), un morceau enjoué aux percussions jazzy dont les paroles se moquent de l'industrie du cinéma d'Hollywood à travers des métaphores de petit déjeuner.
Mrs. Robinson s'ouvre sur une phrase de guitare pop rock particulièrement mémorable qui est reprise tout au long de la chanson. Le premier couplet n'a pas de paroles, seulement des harmonies vocales, ce qui reflète l'état inachevé de la chanson au moment de sa présentation à Mike Nicholls, qui l'approuve telle quelle. Les autres couplets sont une série d'instantanés de la vie sociale de madame Robinson, le narrateur lui promettant dans le refrain que Jésus l'aime et qu'une place au paradis lui est réservée. Les paroles font également référence au joueur de baseball Joe DiMaggio et, de manière plus oblique, aux Beatles.
Morceau au son plus rock, A Hazy Shade of Winter remonte au séjour de Paul Simon en Angleterre en 1965. Son protagoniste, un poète raté, s'interroge sur ce qu'il a fait de sa vie. Il contraste fortement avec la chanson finale, At the Zoo, bestiaire fantaisiste, d'abord envisagé comme un potentiel livre pour enfants, dans lequel Simon attribue des traits de personnalité aux animaux d'un zoo,.

## Fiche technique

### Titres
Toutes les chansons sont écrites et composées par Paul Simon, sauf Voices of Old People (Art Garfunkel).
| 1. | Bookends Theme (en)            | 0:32 |
| 2. | Save the Life of My Child (en) | 2:49 |
| 3. | America                        | 3:35 |
| 4. | Overs (en)                     | 2:14 |
| 5. | Voices of Old People           | 2:07 |
| 6. | Old Friends (en)               | 2:36 |
| 7. | Bookends Theme                 | 1:16 |

| 8.  | Fakin' It              | 3:17 |
| 9.  | Punky's Dilemma (en)   | 2:12 |
| 10. | Mrs. Robinson          | 4:02 |
| 11. | A Hazy Shade of Winter | 2:17 |
| 12. | At the Zoo             | 2:23 |

La réédition CD de 2001 inclut deux titres bonus.
| 13. | You Don't Know Where Your Interest Lies (face B du single Fakin' It) |  | 2:18 |
| 14. | Old Friends (démo inédite)                                           |  | 2:10 |

### Musiciens

#### Simon & Garfunkel
- Paul Simon : chant, guitare acoustique
- Art Garfunkel : chant, bandes, percussions

#### Musiciens supplémentaires
- Hal Blaine : batterie, percussions
- Joe Osborn : basse
- Larry Knechtel : piano, claviers, basse sur Mrs. Robinson
- John Simon (en) : Moog sur Save the Life of My Child

### Équipe de production
- Simon and Garfunkel : producteurs des deux Bookends Theme, America, Voices of Old People, Old Friends, Mrs. Robinson et At the Zoo
- Roy Halee (en) : producteur des deux Bookends Theme, America, Voices of Old People, Old Friends et Mrs. Robinson, ingénieur du son
- John Simon (en) : producteur assistant de Save the Life of My Child, Overs, Fakin' It et Punky's Dilemma
- Bob Johnston : producteur assistant de A Hazy Shade of Winter et At the Zoo
- Jimmie Haskell : arrangements
- Richard Avedon : photographie

### Classements et certifications
| Classement                    | Meilleure position |
| ----------------------------- | ------------------ |
| États-Unis (Billboard 200)    | 1                  |
| Royaume-Uni (UK Albums Chart) | 1                  |

| Pays              | Certification | Date             | Ventes certifiées |
| ----------------- | ------------- | ---------------- | ----------------- |
| États-Unis (RIAA) | 2 × Platine   | 21 novembre 1986 | 2 000 000         |
| Royaume-Uni (BPI) | Argent        | 26 avril 2019    | 60 000            |